# Josep Maria Coll i Bacardí
Josep Maria Coll i Bacardí   (Barcelona, 23 d'agost de 1878 - Terrassa, 24 de març de 1917) va ser un arquitecte modernista català amb implantació professional a Terrassa d'on va ser arquitecte municipal des de novembre de 1911. També va ser-ho del municipi de Torelló.

## Biografia
Josep Maria Coll va néixer a Barcelona, fill de Josep Enric Coll i Masadas, advocat de Sant Andreu de Palomar, i d'Amàlia de Bacardí i de Casanovas, de Barcelona. Coll i Bacardí va obtenir el títol d'arquitecte el 1907. Es desconeixen els treballs del seu primer període, fins que va guanyar la plaça d'arquitecte municipal, mitjançant oposició, el 16 de novembre de 1911 amb un salari de 3.000 pessetes. Va prendre possessió del càrrec l'1 de gener de 1912 i la família llavors es traslladà des de Barcelona a Terrassa. El matrimoni que, en aquell moment, tenia sis fills s'instal·là en un primer moment a una residència situada al carrer Sant Quirze.
Quan s'instal·la a Terrassa, la seva població era d'uns 23.000 habitants, disposava d'una trentena d'edificis industrials, un teatre, un hotel, una escola industrial, i només tres arquitectes registrats.
Com també va fer Lluís Muncunill en una ciutat en fort desenvolupament urbanístic, va desenvolupar el llenguatge de l'arquitectura de l'època, un modernisme tardà amb clara influència Secessió de Viena dins la ciutat de Terrassa, un municipi que comptava amb grans extensions de terreny destinades a sol industrial, i com la majoria de ciutats industrials de l'època, els habitatges es barrejaven amb les grans fàbriques, la qual cosa comportava evidents problemes de salubritat. Coll va ser un personatge fortament compromès amb el benestar social i sanitari.
És en aquest context que el 1912, des de la seva condició d'arquitecte municipal, va realitzar un projecte d'urbanització del Torrent de Vallparadís amb el fi de destinar-lo a parc municipal. Alguns industrials es varen construir la seva residència (Casa Salvans, Torre Soteras). Es tractava de realitzar un projecte d'urbanització del torrent a manera de "Ciutat Jardí", un entorn allunyat dels "mals fums" provinents de la industrialització. Ell mateix va construir la que havia de ser la seva residència familiar, la casa Coll i Bacardí, un gran edifici de 750 m² més popularment coneguda com a casa Baumann, el nom del seu segon propietari, a qui la família de l'arquitecte va haver de vendre la mansió després de la mort prematura d'aquest, el 1917.
Va morir sobtadament d'una afecció pulmonar a Terrassa el 24 de març de 1917.

## Obra

### Terrassa
| Any  | Nom                            | Adreça | Descripció | Estat    | Foto                           |
| ---- | ------------------------------ | --- | --- | -------- | ------------------------------ |
| 1910 | Ermita del Sagrat Cor de Jesús | Avinguda de Can Boada del Pi 41° 34′ 14″ N, 01° 59′ 53″ E / 41.57056°N,1.99806°E                           | Ermita de petites dimensions, d'una nau, amb coberta amb volta parabòlica de maó pla i absis hexagonal. L'obra és de maó i estucada de color blanc, vorejada amb un sòcol de còdols. La façana principal presenta un campanar de cadireta sobre la porta d'accés. | Correcte | Ermita del Sagrat Cor de Jesús |
| 1912 | Escola Donya Magdalena         | C. Sant Isidre, 27 41° 33′ 59″ N, 02° 00′ 32″ E / 41.56639°N,2.00889°E                                     | Edifici entre mitgeres d'una sola planta. Construcció de paredat antic. Totxo vist en sòcol, verdugades, perfil de finestres i cornises. Com a element destacat té les obertures que són de forma arrodonida. | Correcte | Escola Donya Magdalena         |
| 1913 | Casa Baumann                   | Av. Jacquard, 1 41° 33′ 50″ N, 02° 01′ 08″ E / 41.56389°N,2.01889°E                                        | Va ser construït com a habitatge familiar del mateix arquitecte. És un edifici unifamiliar aïllat i de notables dimensions, situat sobre el Parc de Vallparadís i envoltat de jardins. Les façanes són arrebossades i esgrafiades, amb influència de la Secessió de Viena, molt planes i amb una successió d'obertures verticals estretes que van creant un ritme perfecte entre els buits i el mur.                                                                                             | Molt bo  | Casa Baumann                   |
| 1915 | Parc de Desinfecció            | Pl. de l'Arquitecte Coll i Bacardí - ctra. d'Olesa, 82 41° 33′ 22″ N, 01° 59′ 49″ E / 41.55611°N,1.99694°E | És un disseny de Coll i Bacardí, que un cop començat a construir, va tenir modificacions realitzades per Melcior Viñals i Muñoz. Edifici aïllat, singular pels volums, arcuacions parabòliques i espais interiors lluminosos. Eclecticisme de solucions arquitectòniques dins una estètica modernista que s'adapta bé a la funcionalitat desitjada que és la sortida fàcil dels vapors produïts en el procés de desinfecció.                                                                     | Molt bo  | Parc de Desinfecció            |
| 1916 | Grup Escolar Torrella          | Rambla d'Ègara                                                                                             | L'11 d'abril de 1910 Antoni Torrella i Maurí cedia a l'Ajuntament un terreny per a edificar una escola. L'obra encarregada a Coll i Bacardí va ser un dels edificis emblemàtics del modernisme terrassenc. El grup escolar es va inaugurar el 5 de novembre de 1916. Va patir inundacions en les riuades de setembre de 1962. La creació de l'Escola França a la part nord del barri de Ca n'Aurell el 2 de novembre de 1966 va comportar el traspàs de les funcions. Va ser enderrocat el 1968. | Destruït | Grup escolar Torrella          |
| 1920 | Vapor Marcet Poal              | Carrer de la Rasa, 24 41° 33′ 52.11″ N, 2° 0′ 38.9″ E / 41.5644750°N,2.010806°E                            | El magatzem del conjunt industrial és obra de Coll i Bacardí i en destaca l'ornamentació ceràmica de la cornisa i la utilització d'estil modernista a les obertures dels balcons i a les reixes. L'edifici de la fàbrica és obra tardana de Lluís Muncunill i actualment, allotja el Patronat Municipal d'Educació. | Correcte | Vapor Marcet i Poal            |